# Jomo Sono
Matsilela Ephraim Sono, meglio noto come Jomo Sono (Soweto, 17 luglio 1955), è un dirigente sportivo, allenatore di calcio ed ex calciatore sudafricano, tecnico e presidente del Jomo Cosmos.

## Carriera

### Giocatore
È stato uno dei migliori giocatori sudafricani della storia, privato però di un riconoscimento internazionale a causa della politica d'apartheid praticata nel suo paese. Ha giocato nel ruolo d'attaccante negli Orlando Pirates, per poi continuare negli Stati Uniti approdando prima nei Colorado Caribous e soprattutto nei New York Cosmos a fianco di Pelé.
Al termine della sua carriera di giocatore, ritorna in Sudafrica e acquista nel 1982 il club dell'Highlands Park a Johannesburg, che rinomina Jomo Cosmos Football Club. Il Jomo Cosmos riporta numerosi successi, tra i quali il più importante è la vittoria del campionato nazionale nel 1987. Nello stesso tempo Jomo Sono frequenta i quartieri e le zone povere del Sudafrica alla ricerca di nuovi talenti. Scopre così dei futuri giocatori di calcio sudafricani come Philemon Masinga e Mark Fish.

### Allenatore
Nel 1998, diviene allenatore della Nazionale di calcio del Sudafrica. I Bafana Bafana raggiungono la finale della Coppa d'Africa (persa poi contro l'Egitto, ma Sono deve lasciare il suo posto a Philippe Troussier prima del Mondiale 1998 in Francia. I dirigenti sudafricani cercano infatti un selezionatore tecnico con una certa esperienza per guidare la squadra nazionale alla sua prima partecipazione alla Coppa del Mondo. Ma con Troussier, il Sudafrica comincia la competizione con una pesante sconfitta contro i futuri campioni del mondo francesi 3-0 a Marsiglia e non supera il primo turno.
Quattro anni più tardi, Jomo Sono riprende il posto di Carlos Queiroz, dimessosi dopo la pessima prestazione dei Bafana Bafana nella Coppa d'Africa 2002 nel Mali. Il Sudafrica del CT Sono e del capitano Lucas Radebe non riescono a passare il primo turno del Mondiale 2002 nonostante faccia una migliore impressione che nel 1998 e uscendone a testa alta, con 5 gol segnati, una vittoria contro la Slovenia (1-0) e un pareggio contro il Paraguay (2-2). La sola sconfitta avviene contro la Spagna (3-2), e non ha passato il turno solo per la differenza reti che era favorevole alla nazionale sudamericana in quanto Sudafrica e Paraguay avevano entrambe 4 punti.

## Palmarès

### Giocatore

#### Competizioni nazionali
- Premier Soccer League: 3

Orlando Pirates: 1973, 1975, 1976
- Life Challenge Cup: 3

Orlando Pirates:1973, 1974, 1975
- MTN 8: 2

Orlando Pirates: 1972, 1973
- Sales House Cup: 2

Orlando Pirates: 1972, 1975
- Benson and Hedges Cup: 2

Orlando Pirates: 1973, 1974
- Campionato NASL: 1

New York Cosmos: 1977

### Allenatore

#### Competizioni nazionali
- National Soccer League: 1

Jomo Cosmos: 1986-1987
- Coppa del Sudafrica: 1

Jomo Cosmos: 1990
- Coppa di Lega sudafricana: 2

Jomo Cosmos: 2002, 2005
- National First Division: 2

Jomo Cosmos: 2008-2009, 2010-2011
- MTN 8: 1

Jomo Cosmos: 2003